# José Coronado
Pour les articles homonymes, voir Coronado.
José María Coronado García est un acteur espagnol, né le 14 août 1957 à Madrid.

## Filmographie

### Cinéma
- 1996 : The Disappearance of Garcia Lorca de Marcos Zurinaga (en)
- 1999 : Goya à Bordeaux (Goya en Burdeos)
- 2001 : Anita n'en fait qu'à sa tête (Anita no pierde el tren), de Ventura Pons
- 2002 : Box 507 (La caja 507)
- 2004 : El Lobo
- 2005 : La Marche de l'empereur (narration de la version espagnole)
- 2006 : G.A.L.
- 2006 : La distancia
- 2008 : La Crisis carnívora (voix de doublage)
- 2011 : Pas de répit pour les damnés (No habrá paz para los malvados)
- 2012 : El cuerpo de Oriol Paulo : Jaime Peña
- 2013 : Les Derniers Jours (Los últimos días) de David Pastor et Àlex Pastor
- 2013 : En solitaire de Christophe Offenstein : José Monzon
- 2013 : Fill de Caín de Jesús Monllaó[3]
- 2016 : L'Homme aux mille visages d'Alberto Rodríguez : Jesús Camoes
- 2016 : Insiders (Cien años de perdón) de Daniel Calparsoro : Mellizo
- 2017 : L'Accusé de Oriol Paulo : Tomás Garrido
- 2017 : Oro, la cité perdue d'Agustín Díaz Yanes
- 2018 : Ton fils de Miguel Àngel Vivas
- 2021 : Braquage final (The Vault) de Jaume Balagueró : Gustavo
- 2021 : La familia perfecta d'Arantxa Echevarría : Miguel
- 2023 : Fermer les yeux (Cerrar los ojos) de Víctor Erice

### Télévision
- 1998-2001 : Periodistas (série télévisée)
- 2014-2016: El príncipe (série télévisée)
- 2018-2020 : Permis de vivre : Némo (série diffusée sur Netflix)
- 2021 : Innocent
- 2022 : Entrevías (série diffusée sur Telecinco et Netflix), dans le rôle de Tirso Abandos[4], ancien combattant de la guerre de Bosnie[5] et grand-père héroïque d'Irene (jouée par Nona Sobo[6]), voisin de Gladys (Laura Ramos) et père de Jimena (incarnée par Maria Molins, avec laquelle il a joué en 2013 dans le film Fill de Caín [7]).
- 2023 et 2025 : La Petite Fille sous la neige : Eduardo (d'après l'œuvre de Javier Castillo[8])

## Théâtre
- 1991 : Hécube (Hécuba)
- 1993 : Mademoiselle Julie (La señorita Julia)
- 2008 : Hamlet

## Distinctions

### Récompenses
- Fotogramas de Plata 1999 : meilleur acteur pour la télévision pour Periodistas
- Prix Protagonistas 2011
- Prix Goya 2012 : Meilleur acteur pour No habrá paz para los malvados
- Prix Sant Jordi du cinéma 2012 : meilleur acteur dans un film espagnol pour No habrá paz para los malvados
- Médaille d'or du mérite des beaux-arts (Espagne) 2016[9]
- Prix Goya 2024 : meilleur acteur dans un second rôle pour Fermer les yeux (Cerrar los ojos)[10],[11]

### Nominations
- Prix Goya 1999 : Meilleur second rôle masculin pour Goya à Bordeaux
- Prix Goya 2003 : Meilleur second rôle masculin pour Box 507
- Fotogramas de Plata 2003 : meilleur acteur pour le cinéma pour Box 507
- Fotogramas de Plata 2003 : meilleur acteur pour le cinéma pour No habrá paz para los malvados